# کشورهای عضو ناتو

اعضای فعلی ناتو به رنگ آبی نمایش داده شده‌اند.

جدول زمان‌بندی کشورهایی که به عضویت ناتو درآمده‌اند. کشورهای مشخص شده با رنگ آبی تیره، کشورهای اصلی هستند که از ابتدا عضو ناتو بوده‌اند. کشورهای با رنگ آبی روشن، بعدها به عضویت ناتو درآمده‌اند.

کشورهای عضو ناتو اعضای یک اتحاد بین‌المللی هستند که متشکل از ۳۲ کشور از آمریکای شمالی و اروپا است که بعد از امضای پیمان آتلانتیک شمالی در ۴ آوریل ۱۹۴۹ تشکیل شد.
ماده ۵ این پیمان، این است که اگر یک حمله مسلحانه علیه یکی از کشورهای عضو رخ دهد، باید آن را یک حمله علیه همه کشورهای عضو در نظر گرفت؛ و سایر اعضا در صورت لزوم باید عضو مورد حمله را با نیروهای مسلح کمک کنند.
از ۳۲ کشور عضو ناتو، دو کشور در آمریکای شمالی (کانادا و ایالات متحده آمریکا) و ۲۹ کشور در اروپا واقع شده‌اند. این در حالیست که ترکیه در اوراسیا قرار دارد. تمام اعضای ناتو مجهز به نیروی نظامی هستند. اگرچه ایسلند به نوعی دارای نیروی نظامی نیست (دارای گارد ساحلی و یک واحد کوچک سرباز برای عملیات ناتو است). سه عضو از اعضای ناتو، دارای جنگ‌افزار هسته‌ای می‌باشند که عبارتند از: فرانسه، بریتانیا و ایالات متحده آمریکا. ناتو در زمان تأسیس ۱۲ عضو رسمی داشت که رفته رفته تا مارس سال ۲۰۲۳، ۱۹ عضو دیگر به تعداد کشورهای عضو اضافه شد.
این پیمان در حال حاضر، بزرگ‌ترین پیمان نظامی در جهان است و با پیوستن مونته‌نگرو در سال ۲۰۱۷،مقدونیه شمالی در ۲۷ مارس ۲۰۲۰، فنلاند در ۴ آوریل ۲۰۲۳ و سوئد در ۷ مارس ۲۰۲۴، این پیمان به ۳۲ عضو رسید.

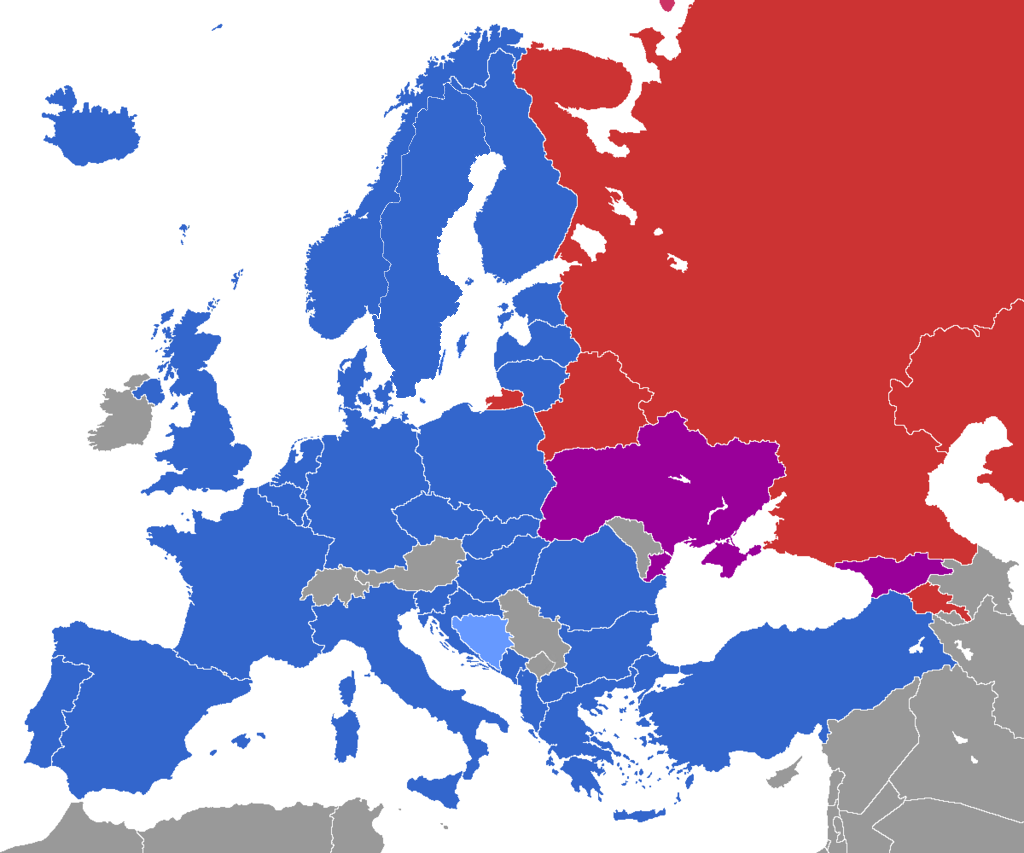
نقشه ناتو در اروپا؛ آبی: اعضای فعلی، آبی روشن: کشورهای در حال الحاق، بنفش: کشورهای متقاضی عضویت، قرمز: اعضای سازمان پیمان امنیت جمعی

## کشورهای عضو از تاریخ الحاق
| تاریخ         | کشور                | توسعه         | توضیح |
| ------------- | ------------------- | ------------- | --- |
| ۴ آوریل ۱۹۴۹  | بلژیک               | تأسیس کنندگان | |
| ۴ آوریل ۱۹۴۹  | کانادا              | تأسیس کنندگان | |
| ۴ آوریل ۱۹۴۹  | دانمارک             | تأسیس کنندگان | اعضای ناتو دانمارک، شامل جزایر فارو و گرینلند می‌شوند. |
| ۴ آوریل ۱۹۴۹  | فرانسه              | تأسیس کنندگان | فرانسه از فرمان یکپارچه نظامی در سال ۱۹۶۶ به دنبال یک سیستم دفاع مستقل خارج شد، اما در تاریخ ۳ آوریل ۲۰۰۹ به مشارکت کامل درآمد. |
| ۴ آوریل ۱۹۴۹  | ایسلند              | تأسیس کنندگان | ایسلند تنها عضوی که ارتش ندارد، در حالی عضو این پیمان شد که انتظار نمی‌رفت. با این حال، موقعیت جغرافیایی استراتژیک ایسلند در اقیانوس اطلس، این عضو را ارزشمند ساخته‌است. این کشور دارای یک گارد ساحلی و اخیراً یک نیروی داوطلبانه حافظ صلح آموزش دیده در نروژ برای ناتو، می‌باشد. |
| ۴ آوریل ۱۹۴۹  | ایتالیا             | تأسیس کنندگان | |
| ۴ آوریل ۱۹۴۹  | لوکزامبورگ          | تأسیس کنندگان | |
| ۴ آوریل ۱۹۴۹  | هلند                | تأسیس کنندگان | |
| ۴ آوریل ۱۹۴۹  | نروژ                | تأسیس کنندگان | |
| ۴ آوریل ۱۹۴۹  | پرتغال              | تأسیس کنندگان | |
| ۴ آوریل ۱۹۴۹  | بریتانیا            | تأسیس کنندگان | |
| ۴ آوریل ۱۹۴۹  | ایالات متحده آمریکا | تأسیس کنندگان | |
| ۱۸ فوریه ۱۹۵۲ | یونان               | اولین         | یونان از سال ۱۹۷۴ تا ۱۹۸۰ نیروهای خود را به دلیل تنش با ترکیه (که ناشی از عملیات نظامی ترکیه در قبرس در سال ۱۹۷۴ بود) از ناتو بیرون کشید. |
| ۱۸ فوریه ۱۹۵۲ | ترکیه               | اولین         | |
| ۹ می ۱۹۵۵     | آلمان               | دومین         | زارلند دوباره در سال ۱۹۵۷ به عنوان آلمان غربی به آن پیوست و محدوده‌های برلین و جمهوری دمکراتیک آلمان سابق، در ۳ اکتبر ۱۹۹۰ به آن پیوست. آلمان شرقی از ۱۹۵۶ تا ۱۹۹۰ عضوی از پیمان ورشو بود.                                                                                     |
| ۳۰ می ۱۹۸۲    | اسپانیا             | سومین         | |
| ۱۲ مارس ۱۹۹۹  | چک                  | چهارمین       | عضو پیمان ورشو ۱۹۵۵–۱۹۹۱ (به عنوان چکسلواکی). |
| ۱۲ مارس ۱۹۹۹  | مجارستان            | چهارمین       | عضو پیمان ورشو ۱۹۵۵–۱۹۹۱. |
| ۱۲ مارس ۱۹۹۹  | لهستان              | چهارمین       | عضو پیمان ورشو ۱۹۵۵–۱۹۹۱. |
| ۲۹ مارس ۲۰۰۴  | بلغارستان           | پنجمین        | عضو پیمان ورشو ۱۹۵۵–۱۹۹۱. |
| ۲۹ مارس ۲۰۰۴  | استونی              | پنجمین        | عضو پیمان ورشو ۱۹۵۵–۱۹۹۱ (به عنوان اتحاد جماهیر شوروی سوسیالیستی). |
| ۲۹ مارس ۲۰۰۴  | لتونی               | پنجمین        | عضو پیمان ورشو ۱۹۵۵–۱۹۹۱ (به عنوان اتحاد جماهیر شوروی سوسیالیستی). |
| ۲۹ مارس ۲۰۰۴  | لیتوانی             | پنجمین        | عضو پیمان ورشو ۱۹۵۵–۱۹۹۱ (به عنوان اتحاد جماهیر شوروی سوسیالیستی). |
| ۲۹ مارس ۲۰۰۴  | رومانی              | پنجمین        | عضو پیمان ورشو ۱۹۵۵–۱۹۹۱. |
| ۲۹ مارس ۲۰۰۴  | اسلواکی             | پنجمین        | عضو پیمان ورشو ۱۹۵۵–۱۹۹۱ (به عنوان چکسلواکی). |
| ۲۹ مارس ۲۰۰۴  | اسلوونی             | پنجمین        | به عنوان جمهوری فدرال سوسیالیستی یوگسلاوی پیشین ۱۹۴۵–۱۹۹۱ (جنبش عدم تعهد) |
| ۱ آوریل ۲۰۰۹  | آلبانی              | ششمین         | عضو پیمان ورشو ۱۹۵۵–۱۹۶۸. |
| ۱ آوریل ۲۰۰۹  | کرواسی              | ششمین         | به عنوان جمهوری فدرال سوسیالیستی یوگسلاوی پیشین ۱۹۴۵–۱۹۹۱ (جنبش عدم تعهد) |
| ۵ ژوئن ۲۰۱۷   | مونته‌نگرو           | هفتمین        | به عنوان جمهوری فدرال سوسیالیستی یوگسلاوی پیشین ۱۹۴۵–۲۰۰۶ (جنبش عدم تعهد) |
| ۲۷ مارس ۲۰۲۰  | مقدونیه شمالی       | هشتمین        | به عنوان جمهوری فدرال سوسیالیستی یوگسلاوی پیشین ۱۹۴۵–۱۹۹۱ (جنبش عدم تعهد) |
| ۴ آوریل ۲۰۲۳  | فنلاند              | نهمین         | |
| ۷ مارس ۲۰۲۴   | سوئد                | دهمین         | |